# Насакин, Олег Евгеньевич
Олег Евгеньевич Насакин (род. 1947) — советский и российский химик, доктор химических наук, профессор, заслуженный деятель науки Российской Федерации и Чувашской Республики.

## Биография
Учился в поселке Козловка затем в городе Шумерля Чувашской Республики. Окончил школу № 7 в городе Шумерля в 1965 году, университет в 1970 году (химик-биолог).
С тех пор и по настоящее время работает на кафедре органической химии Чувашского госуниверситета им. И. Н. Ульянова. 

Обучался в аспирантуре с 1971 по 1973 г. 

С 1973 г. — ассистент, в 1974 г. защитил диссертацию в Пермском госуниверситете. 

С 1979г — доцент. 

В 1988 г. защитил докторскую диссертацию на химическом факультете МГУ им. М. В. Ломоносова. 

С 1989 г. — профессор, с 1992 года заведующий кафедрой органической и фармацевтической химии. 

С 1987 г. — декан химического факультета. 

Ведет занятия и читает лекции по курсам: «Органическая химия», «Физико-химические методы исследования органических соединений», «Теоретическая органическая химия», «Биоорганическая химия», «Нанохимия и технология», «Химия нефти и газа» и т. д.

Принимал активное участие в оснащении факультета, создал около 20 НИРовских лабораторий, поточную лекционную аудиторию, в городе Новочебоксарске и АО (ПАО) «ХИМПРОМ» — филиалы химического факультета. 

В 1986 году открыл одну из двух специализаций «Фармхимия» в университетах России, специальность «Промэкология» и «Химическая технология», а после профильной защиты докторской ученика — Шевердова В. П. в 2011 г. специальность «Фармация».

## Научная деятельность
С 1970 по 1977 год активно занимался химией и технологией хлорэтиловых эфиров кислот фосфора. Ряд разработок был внедрен в промпроизводство на ЧПО «Химпром» (Новочебоксарск). 
Начиная с 1975 года занялся ещё и химией полицианоорганических соединений новой на то время областью органической химии, немыслимой без поточного рентгеноструктурного анализа и ЯМР 13С спектроскопии. В результате были разработаны и запатентованы методы синтеза исходных синтонов, ставших объектами его пристального внимания, тетрациано: этилена, этана, оксоаддуктов, окиси и т. д.
Вышеуказанное за счет взаимной активации близкорасположенных циано(карбонитрильных) групп способны реализовывать задачи «зеленой химии» в обход её принципиальных положений, так как практически в каждой технологической стадии реакций этих соединений реализуются до или более десятка химических, часто с итоговыми количественными выходами. Помимо непредсказуемых теоретических результатов, этот подход дал возможность получать многие практически ценные полифункциональные мономеры, синтез которых классическими путями практически невозможен.
Эти результаты оказались настолько принципиальными, что параллельно с исследованиями внедрялись в производство (ЧПО «Химпром») для испытаний в НИИПМ и ВИАМ, а Минхимпром в 1980 году на кафедре организовал отраслевую лабораторию «..химии новых цианомономеров» со штатом 30 сотрудников и цехом пилотных установок на базовом предприятии.
В этой лаборатории произведены такие диамино, дицианопроизводные ароматических и гетероциклических соединений как бис(4,4 i-диамино-3,3i -дициано)дифенил-метан, 2,5-диамино-3,4-дицианотио(селено)фены, бисциановые эфиры бисфенолов и многое другое.
На их основе в авангардных областях технологий произведены многочисленные композиты, клеи, новые теплостойкие полимеры (полиаминохиназолоны), циансодержащие полиимиды, политриазины. Эти же технологии использованы на кафедре для синтеза новых средств защиты растений, цитостатиков, флюоресцирующих соединений и многого другого.
На 2016 г. на возглавляемой Олегом Евгеньевичем кафедре 12 грантов и более 10 человек работают или закончили докторские исследования.
Автор более 800 публикаций, 200 в высокорейтинговых журналах: «Green Chemictry», «Tetrahedron Letters», «Mendeleev Соmmunications» и др., а также более 100 патентов. Написал более 15 монографий и учебных пособий.
Защищено под его руководством более 20 кандидатских и 5 докторских диссертаций.

## Награды и признание
Действительный член ряда зарубежных и Российских Академий (химия, медицина, фармакология), постоянный руководитель грантов РФФИ и РНФ, член экспертного Совета ВАК по органической химии.